# 聖剣伝説 〜ファイナルファンタジー外伝〜
- 聖剣伝説 > 聖剣伝説 〜ファイナルファンタジー外伝〜
- ファイナルファンタジーシリーズ > 聖剣伝説 〜ファイナルファンタジー外伝〜

『聖剣伝説 〜ファイナルファンタジー外伝〜』（せいけんでんせつ ファイナルファンタジーがいでん）は、1991年6月28日にスクウェア（現：スクウェア・エニックス）より発売されたゲームボーイ用ソフト。

## 概要
『聖剣伝説』シリーズの第1作。「聖剣伝説1」、「聖剣1」、「FF外伝」などの通称や、後述の『新約 聖剣伝説』（2003年）との対比で「旧約聖剣（伝説）」などとも呼ばれる。販売本数約45万本。
この第1作目のみファイナルファンタジーシリーズ（以下、FFシリーズ）のシリーズ作品としてもリリースされた。これは、当初はFFシリーズとしての発売は考えていなかったが、途中からこのシリーズとして発売した方がゲーム問屋から発注本数と取扱店が増え、FFシリーズのファンからの関心も獲得できるということが石井浩一とのインタビューで語られている。チョコボや飛空艇等が登場し、魔法もケアル、ファイア、ブリザド、スリプルなどFFシリーズの魔法が使用できる。
ゲームシステムとしては見下ろし型画面、画面から別画面への移動方式となっており、パズル的要素などがある。なお、アメリカでは "Final Fantasy Adventure" 、ヨーロッパでは "Mystic Quest" の名で発売されていた。これはアメリカ、日本での『ミスティッククエスト』（1992年）とは別物である。主人公は剣闘士奴隷で、序盤から登場人物の死が描かれるなど物語はハードだが、ゲームを進めていくうちにおちゃらけ要素が登場する。
伊藤賢治、石井浩一、北瀬佳範など、後のスクウェアの大作シリーズに関わるスタッフが参加している。開発当初は「テニスゲーム」として企画されていたという逸話がある。
2003年8月29日には大幅なリメイクを施した『新約 聖剣伝説』がゲームボーイアドバンスで発売され、2006年には携帯電話アプリとして原作をほぼそのままカラーリメイクした携帯電話アプリ版が発売され、2016年2月4日には原作をほぼそのまま3DでフルリメイクされたPlayStation Vita/iOS/Android版が発売された。なお、リメイク版の欧米でのタイトルはそれぞれ異なり、『新約』は "Sword of Mana" 、3Dリメイク版は "Adventures of Mana" に変更されている。
2017年6月1日にはNintendo Switch用ソフト『聖剣伝説コレクション』が発売され、ゲームボーイ版が『聖剣伝説2』『聖剣伝説3』と共に収録された（M2による移植）。「デフォルトモード」（モノクロ4階調）、「スーパーゲームボーイモード」（マイカラーの選択は任意に出来ない）、「GAMEBOYモード」（初代ゲームボーイの液晶画面の色味を再現した緑系4階調）の3種類に、それぞれ画面サイズ「大」「小」の計6種類のモードをボタン一つで切り替えられるほか、サウンドモードも搭載。

## ゲーム内容

### システム
武器での攻撃は武器ごとに固有の動作が設定されており、特定の設置物を破壊することもできる。ただし、剣のみ「斬り」と「突き」の2種類あり、必殺技も同様である。また、武器ごとに必殺技が設定されており、画面下部のゲージが満タンになったときに武器で攻撃すると通常とは違う動作を行う。ゲージの溜まるスピードは精神の数値によって決まり、数値が高いほど速く溜まる。
魔法での攻撃は攻撃魔法ごとに設定された動作を行う。中には近くの敵を自動追尾したり、十字キーの入力で方向を指示したりするものもある。
防具を装備することで防御力を高めたり特定の攻撃に強くなったりするのはRPGと同じである。盾を装備している時には、主人公が向いている方向から来た攻撃を無効化することができる。ただし、装備している盾によっては無効化できないものもある。
プレイ感覚は『ゼルダの伝説』に似ている、というムックの評価もある。

### 成長タイプ
レベルアップの際に戦士、モンク、魔道士、賢者の4つから選択することができ、パラメータの上がり方が変化する。

## ストーリー
主人公は、グランス公国で奴隷剣士としてモンスターと戦う日々を過ごしていた。次々と仲間の奴隷戦士たちが戦いで倒れていく中で、主人公は隙を見てモンスターの出入り口から脱出する。
脱出には成功した主人公だったが、城の近くにある滝の見える崖の上でシャドウナイトとジュリアスの密談を偶然盗み聞きしてしまい、そこを見られて滝壷に落とされて気を失ってしまう。
目を覚ました主人公は見知らぬ土地をさまよい、モンスターに襲われている少女を助ける。彼女はボガードという男を探しているらしく、二人でボガードを探す。
こうして、主人公は大きな運命の波に飲まれていく。

## 登場人物
担当声優は、アプリゲーム『聖剣伝説 ECHOES of MANA』での配役。『新約 聖剣伝説』の設定についても記載する。

### 主要人物
ヒーロー（デフォルト名なし）
声 - 下野紘
本作の主人公。グランス公国で奴隷剣士として見せ物にされている男性。同じ奴隷である男性・ウォーレンに闘技場から出る方法を聞いた後に脱獄し、後にヒロインとの出会いやジェマの騎士としての自覚に目覚めていくことになる。
シャドウナイトを倒し仲間たちの復讐を果たすが、ジュリアスには歯が立たずヒロインを連れ去られてしまう。半死半生の所をチョコボに助けられた後にイシュの町でボガードと再会し敗北したことから自暴自棄になって仲違いするが、ボガードが本心からヒーローを信じていたことでイシュの女性・サラから聞かされ、またチョコボが我が身を犠牲にしてまで助けてくれたことを知り立ち直る（チョコボはボンボヤジに改造されて復活する）。ボガードに謝った後はジュリアスを倒す可能性となる聖剣エクスカリバーの存在を聞かされ、これを手にする。
名実ともに聖剣の勇者となった後は最終決戦の地「マナの聖域」にてジュリアスと死闘を演じ、互角以上に渡り合う。そして怪物の姿となったジュリアスを打ち倒しヒロインを取り戻すが、直後、復讐鬼となり完全に人の姿を捨てたジュリアスが現れ最後の戦いを繰り広げ、今度こそジュリアスを討ち滅ぼし勝利した。しかし、マナの樹は消えてしまったため、ヒロイン自身がマナの樹となることで世界の平和のための犠牲になってしまう。ヒロインの母から「ジェマの騎士としてマナの樹になったヒロインを見守ってほしい」と頼まれ、心苦しそうにしながらも承諾した。
GB版の攻略本では最後の戦いの後、マナの樹の芽となったヒロインの側にいる姿が描かれている（水をあげて育てている）。
新約での設定
男性主人公として登場し、ルートはGB版・リメイク版と同じである。また、グランス公国大臣・エルマンの一人息子で、邪教徒であるヒロインを庇ったという理由で5年前に両親をシャドウナイトによって殺されたという設定に変更されている。武器はソード（仲間時）で、魔法はサラマンダー（仲間時）。
一部攻略本や小説版などでは「デューク」という名前が設定されており、『聖剣伝説 CIRCLE of MANA』でも使用された。
ヒロイン（デフォルト名なし）
声 - 石原夏織
ボガードを探す不思議な少女で、過去の記憶を無くしている。ハシムという男性と行動していたが、彼が息絶えた後はヒーローと行動している。ジュリアスに狙われており、その正体はマナの血族でマナの樹の「種」。現在のマナの樹は彼女の母親が変化したもの。
吸血鬼リィに拉致されるが、主人公と「旅の男」に助けられた。後に正体を表したジュリアスに連れ去られてしまうが、主人公によって再び助けられた。そしてシャドウナイトとの因縁の対決を前に主人公から避難するように言われその場を離れるが、その間隙を突かれてまたもやジュリアスに掴まってしまう。今度は洗脳まで施され、ジュリアスの言いなりとなってマナの聖域への扉を開いてしまう。しかし、聖剣エクスカリバーを手に成長した主人公によってジュリアスは倒され、洗脳も解けて救い出された直後に復讐鬼と化したジュリアスが現れ、協力してこれを打ち滅ぼした。
エンディングでは母の精神体が現れ、消滅してしまったマナの樹を復活させる方法として自身が「種」になる道を示される。悩んだ末にマナの種になることを決意し、主人公に別れの言葉を告げた。
GB版の攻略本では芽になったヒロインが主人公から水をあげられて世話をされ、戸惑っている。
新約での設定
女性主人公として登場し、ルートは一部のボス戦などがなくグランス公国関係などの絡みが多めである。また、マナの一族の娘で、隠れ村にて義母・イリスと二人暮らしをしていたが、邪教徒として迫害するシャドウナイトによって村を焼き払われた後にボガードと共に隠れ住むという設定に変更されている。武器はロッド（仲間時）、魔法はウィル・オ・ウィスプ（仲間時）。
一部攻略本や小説版などでは「エレナ」という名前が設定されており、『聖剣伝説 CIRCLE of MANA』でも使用された。
シャドウナイト / ストラウド
声 - 興津和幸
グランス公国の王。仮面（兜）をつけた黒い鎧の騎士。マナの力を欲し、ジュリアスと共にヒロインを追う。ヒーローを始めに幾多の男たちを奴隷剣士として死なせており、中でも親友ウィリーの仇としてヒーローには恨まれていた。
中盤では成長したヒーローと一騎討ちを演じ、死闘の末に敗死した。リメイク版・新約では敗北後に兜が外れ、素顔が晒されるという演出がされている。
GB版・リメイク版では上記の設定だが、新約では元は暴君ではなく優しい性格の王子「ストラウド」だったが、あることが原因でマナを憎むようになり、マナに頼らない国を作ろうとその一族を迫害するという行動を起こすようになるという設定に変更されている。『聖剣伝説4』に同名の敵キャラが登場するが、関連性は不明。
ジュリアス・バンドール
声 - 内山昂輝
本作のラストボス。グランス公国の魔道士で、シャドウナイトに助言しマナの力を狙っている。
その正体は、かつてマナの力を我が物にした末に滅びた「バンドール帝国」最後の末裔。マナの力を手にすることで帝国を復活させ、世界の支配者にならんとしている。そのためにマナの聖域に導ける存在であるヒロインを探していた。
序盤では赤魔道士風の「旅の男」に扮してヒーローに近づき、用済みとなると正体を現しヒロインを拉致した（ヒロインがマナの一族であるかを確認するためでもあった）。そしてシャドウナイトがヒーローに倒された後は本性と正体を現して主人公を一撃でどこかへ吹っ飛ばし、ヒロインも洗脳して言いなりにさせ、マナの聖域へと案内させた。
マナの聖域でマナの力を手に入れた後、乗り込んできた主人公と最後の激突を繰り広げるが敗れる。激昂したジュリアスはマナの力を用いて怪物に変異するも敗北するが、主人公がヒロインを救出した直後、上半身と両手のみの亡霊のような最終形態となって出現。主人公だけは必ず殺すという復讐心で立ち向かうも、ジェマの騎士とマナの血族の前に今度こそ敗北した。
GB版・リメイク版・新約ではどれも同じ設定となっている。また、GB版・リメイク版とは変身形態が異なり、新約では第二形態（悪魔）が最終形態となっている。第一形態で3体になったジュリアスはクローンとのことだが、フルリメイク版では最後の1体が悪魔の第二形態に変身している。

### 主要人物の関係者
ボガード
滝の小屋に住む老人で、元ジェマの騎士。船から落ちた後は生死不明となっていたが、イシュの女性・サラに保護されていた。
終盤ではジュリアスに敗れ自暴自棄となったヒーローと仲違いするが、自分がヒーローを信じていたことからヒーローもまた立ち直り和解。彼に聖剣エクスカリバーの存在を教えた。
正体は、ヒロインの母を守っていた先代ジェマの騎士。
GB版・リメイク版では上記の設定だが、新約ではマナの一族の剣士でジェマの3騎士の一人という設定に変更されている。武器はソードで、魔法はノーム。
ウィリー
ヒーローの親友で共に奴隷剣士だったが、無理が祟り、物語序盤に息絶える。ヒーローにジェマの騎士・ボガードに会うよう遺言を遺した。
GB版・リメイク版では上述のように死亡してしまうが、新約では生存している。また、ヒロインと同じマナの一族で彼女の幼馴染という設定に変更されている。武器はナックルで、魔法はウンディーネ。
ワッツ
冒険好きなドワーフ。ミスリルを探しており、相談するとアイテムを売ってくれる。GB版・リメイク版・新約のどれも同じ設定となっている。武器はアックスで、魔法は使えない。
チョコボ
ヒーローの目の前で卵からかえったため、ヒーローを親と思い込む。相談すると乗る事ができる。中盤ではジュリアスに敗北し半死半生だったヒーローを助け、命がけでイシュの町まで運んだ。無理がたたって死にかけていたが、ボンボヤジに「チョコボット」として改造されて復活する。以後は海や川の上を走る事ができるようになる。新約に登場しない。
アマンダ
声 - 沢城みゆき
ヒーローやウィリーと同じく奴隷だった女性。姉御肌な性格で弟思い。相談する事で石化を回復してくれる。アプリ版では石化回復の薬を使っていることが明かされた。
迷宮内で魔物の呪いにより自身も魔物化してしまい、ヒーローに介錯を頼み命を失った。このことはヒーローに深い傷を残している。
GB版・リメイク版・新約ではどれも同じ設定となっている。武器はランスで、魔法はジン。
レスター
アマンダの弟で、ジャドの町に住む吟遊詩人。デビアスによって呪いでオウムの姿に変えられており、呪いが解けた後はヒーローに同行しデビアスを倒した。その後は相談するとBGMを変更してくれる。
GB版・リメイク版・新約ではどれも同じ設定だが、ジェマの3騎士の一人・グランスに憧れているという設定が追加されている。武器はボウで、魔法はドリアード。
シーバ
ウェンデルに住む大賢者で、ヒーローにジェマの素質を見い出した後にヒールの書を渡した。その後は聖剣エクスカリバーの入手方法やダイムの塔の浮上方法など教えてくれる。
GB版・リメイク版では上記の設定だが、新約ではジェマの3騎士の一人でヴァンドールの友人という設定に変更されている。武器はロッドで、魔法はウィル・オ・ウィスプ。
ボンボヤジ
イシュに住む発明家の男性。中盤にて怪我を負ったチョコボの下半身を機械化し、チョコボットに改造する。地理にも詳しい。
実はマーシーを造ったのは彼で、50年も置いてけぼりにしていたという。後の聖剣伝説シリーズにも技師として登場する。
マミーシーカー / マーシー
声 - 加瀬康之
ボンボヤジによって造られた遺跡探索用ロボット。相談すると魔力（MP）を回復してくれる。
GB版・リメイク版では上記の設定だが、新約ではヴァンドール製のロボットという設定に変更されている。武器はレーザーで、魔法は使えない。

### その他
デビアス
シャドウナイトの手下で、ジャドの町を支配する。アマンダの弟・レスターを人質に取ってオウムの姿に変え、アマンダからマナのペンダントを奪い取るように要求する。ヒーローとレスターによって倒される。
GB版・リメイク版では上記の設定だが、新約ではジャドの町を良く治めている人格者という設定に変更されている。
リィ伯爵
ヴァンパイアの魔族で、狼人間の執事がいる。女性の血を狙っており、ヒロインを拉致して棺桶に閉じ込める。救出しに来たヒーローによって倒される。
GB版・リメイク版では上記の設定だが、新約ではグランスとイザベラの親友でグランスの霊魂が現れた後に和解という設定に変更されている。

### 他シリーズからの人物
『新約 聖剣伝説』のみ登場。同じ聖剣伝説シリーズからのゲストだが、同一人物ではなく性格や立場が変更されている。
デュラック
『聖剣伝説2』から登場。原作では「ディラック」だが、新約では「デュラック」となっている。ロリマーの王子で、後に王となる。
イザベラ
『聖剣伝説3』から登場。リィ伯爵の旧友でかつては二人で荒らし回っていた魔族。魔族としての力が燻ぶらせたくないと一時はシャドウナイト側についた。戦闘はないが、シャドウナイト撃破後のイベントのみ変身する。
死を食らう男
『聖剣伝説3』から登場。質のいい魂を喰らうためにシャドウナイトやジュリアスに仕えている魔族。魂さえ食べられたら世界のことなどはどうでもいいらしく、主人公たちに助言したこともある。
サボテン君
『聖剣伝説 LEGEND OF MANA』から登場。サボテンハウスにて生活している植物で、主人公たちの冒険を独自で解釈して日記に書いている。
ニキータ
『聖剣伝説 LEGEND OF MANA』から登場。旅の商人で、主人公たちに重要アイテムを売ってくる。フィールド内でも時々出歩いており、話しかければアイテムの売買をしてくれる。
アナグマ
『聖剣伝説 LEGEND OF MANA』から登場。ワッツと共にミスリルを探しており、アナグマ語で話す。また、イベントの敵キャラとしてブラックアナグマが登場する

## 他機種版
| No. | タイトル                              | 発売日        | 対応機種                     | 開発元                    | 発売元                 | メディア                  | 型式 | 備考                                                               |
| --- | ------------------------------------- | ------------- | ---------------------------- | ------------------------- | ---------------------- | ------------------------- | ---- | ------------------------------------------------------------------ |
| 1   | 新約 聖剣伝説                         | 2003年8月29日 | ゲームボーイアドバンス       | ブラウニーブラウン        | スクウェア・エニックス | ロムカセット              | -    | 大幅なリメイク版、後述                                             |
| 2   | 聖剣伝説 -ファイナルファンタジー外伝- | 2006年8月16日 | SoftBank 3G端末以降          | ウインズ スクリプトアーツ | スクウェア・エニックス | ダウンロード (S!アプリ)   | -    | カラーリメイク版                                                   |
| 3   | 聖剣伝説 -ファイナルファンタジー外伝- | 2006年11月6日 | FOMA903i、703iシリーズ以降   | ウインズ スクリプトアーツ | スクウェア・エニックス | ダウンロード (iアプリ)    | -    | カラーリメイク版 S!アプリ版の再移植                                |
| 4   | 聖剣伝説 -ファイナルファンタジー外伝- | 2007年2月5日  | WIN BREW対応端末             | ウインズ スクリプトアーツ | スクウェア・エニックス | ダウンロード (EZアプリ)   | -    | カラーリメイク版 S!アプリ版の再移植                                |
| 5   | 聖剣伝説 -ファイナルファンタジー外伝- | 2016年2月4日  | PlayStation Vita iOS Android | MCF                       | スクウェア・エニックス | ダウンロード              | -    | 3Dリメイク版 プロデューサー：小山田将 キャラクターデザイン：HACCAN |
| 6   | 聖剣伝説コレクション                  | 2017年6月1日  | Nintendo Switch              | M2                        | スクウェア・エニックス | ゲームカード ダウンロード | -    | ゲームボーイからの移植版 『2』と『3』も収録                        |

### 携帯電話アプリ版
2006年8月16日に、携帯電話のSoftBank 3G端末用S!アプリとして本作のリメイク作品『聖剣伝説 -ファイナルファンタジー外伝-』が配信された。『新約 聖剣伝説』とは違い原作ゲームボーイ版からの変更点は少なく、当時のイメージを元に再現した移植になっているが、モノクロだった画面はフルカラーで作り直されている。
2006年8月30日には、SoftBank 3G 905SH用S!アプリも配信開始。2006年11月6日からはFOMA903i向けメガiアプリとしても登場した。2007年2月5日からはEZアプリとしても配信開始。EZアプリの対応端末は、WIN BREW対応端末。2011年3月3日をもって『聖剣伝説モバイル』のサイトサービスが終了したことに伴い、一時期配信停止していたが、その後2011年5月18日にiアプリ版とS!アプリ版が、翌日の19日にはEZアプリ版が『スクエニMOBILE』で配信再開した。それ以降は対応機種の更新は停止している。
なお、体験版と製品版で同じファイルを使用しており、起動毎に購入情報の認証を行う事で製品版として機能する。
キャラクターデザインはHACCANが担当し、絵柄はかなり異なるが下記の3Dリメイク版でも10年振りに再び担当している。

#### 携帯電話アプリ版の変更点
- 画面をフルカラー用に一部調整。
- 空になった宝箱を攻撃した後、GB版では撃破エフェクトがなかったが本作では撃破エフェクトが追加された。
- 全てのアイテム・武器・防具・魔法に最大2行のヘルプ文が追加された。
- アイテム・装備を整頓可能になった。ただし整頓基準を自分で変えることはできない。
- GB版でスタートボタン・セレクトボタンで表示されるメニューが分割されていたが、本作では統合。新たにコンフィグの項目が追加された。
- 武器の攻撃判定が少し広くなり、攻撃したときの武器の見た目も若干大きくなった。また、一部の武器系統では青い残像が表現されている。
- 剣の突き攻撃は方向キーを素早く2回押す操作に変わり、剣の切りMAX攻撃はボタンを押し続けなくても回転が続く。
- レベルアップの効果音が終わってもBGMのリセットはされなくなった。
- 経験値の獲得タイミングが変更、GB版は敵の撃破エフェクトが表示されるときであったが本作では攻撃が当たり敵のHPが0になった瞬間に獲得されている。
- モーグリ状態に陥った際、GB版では一切のアイテムを使用できなかったが、本作ではモーグリ状態を治癒するアイテム「モグラのひげ」を使用できるようになった。なお、このアイテム自体はGB版から存在していたが効果が変更された。
- 追加武器として「マンティスのかま」が追加された。
- ゲームに支障があるバグは改善されているが、ウェアウルフを用いた経験値取得や、アイテム欄をいっぱいにしてのレアアイテム入手、ブラッドソードを町人に使用しての回復といったものは仕様として修正されずそのまま残っている。

### PlayStation Vita / iOS / Android版
内容自体は原作GB版や携帯電話版をベースにしているが、ひらがなを漢字にする、現在の倫理基準に合わせて語句を変えるといった変更があるほか、GB版では容量の問題などから省略された演出を再現している。
これまでとは違いグラフィックは新たに3D化されている。元々は2Dでの移植も検討されていたが、スマートフォンでのタッチ操作は3Dの方がやりやすいことや、『聖剣伝説4』や『聖剣伝説 RISE of MANA』でシリーズが3Dに移行していることから議論になり、『聖剣伝説2』や『聖剣伝説3』もリメイクするのなら3Dがいいのではないかという話になったという。3Dグラフィックの『聖剣伝説 RISE of MANA』の素材も生かせ、『2』や『3』のリメイクを行いやすくなるだろうという狙いもあった。
欧米版でのタイトルは『Adventures of Mana』と改題されており、『ファイナルファンタジー』シリーズ扱いではなくなっている。
GBA版『新約 聖剣伝説』の要素については、『聖剣伝説』と『新約』を別物と考えるユーザーが多いことから取り入れられていない。ただし、一部のBGMには『新約』で追加された箇所が反映されている楽曲があったり、システムは異なるがリングコマンドが本作にも採用されているなど、共通する部分もある。
PlayStation 4版も予定されているが、細かい調整が必要なため後の発売になる。

#### 3Dリメイク版の変更点
- ドワーフの洞窟のBGMが、それまでのバージョンでは未使用曲であった「町」に変更された。
- 『聖剣伝説2』のリングコマンドをアレンジした「ハーフリングコマンド」を採用。
- ハーフリングコマンドのオープンなど、一部の効果音に『聖剣伝説2』と同じ効果音が追加されている。
- 既存のBGMも再度作りかえられ、これまでのバージョンとはループ箇所が変わったりなど曲の内容に変更が加わった楽曲もある。
  - BGMを原作GB版のものに変更することも可能。こちらは当初はスマートフォン版のみの機能だったが、Vita版もアップデートによりBGM変更機能が追加された。
- 武器屋・道具屋などで「秘密の言葉」が入力可能。他では手に入らない完全新規のアイテムが手に入ったりする。
- 同行しているNPCも敵モンスターの攻撃を食らうようになり、ダメージを受けすぎるとしばらくの間行動不能になり話しかけられなくなる。

## 音楽
作中のBGMは伊藤賢治が担当。
1991年7月15日、オリジナル音源を収録した『オリジナル・サウンド・ヴァージョン』発売。同年9月30日、服部隆之によるオーケストラアレンジ盤『想いは調べにのせて』がともにNTT出版より発売。
1995年8月25日、上記2枚のCDをまとめた『サウンドコレクションズ』発売（2004年10月1日に再発売）。
2003年8月27日、デジキューブより『新約聖剣伝説 プレミアム・サウンドトラック』発売（2004年10月20日にスクウェア・エニックスより再発売）。
2016年3月30日、スクウェア・エニックスより3Dリメイク版の楽曲を収録した『オリジナル・サウンドトラック』発売。

## スタッフ
- メインプログラム：吉枝悟
- プログラム：斉藤正明
- 音楽、効果音：伊藤賢治
- グラフィック：渋谷員子
- グラフィックアシスト：伊藤博美
- ゲームデザイン、シナリオ：北瀬佳範
- ゲームデザイン、マップデザイン：大橋悟朗
- ディレクター：石井浩一

## 評価
- ゲーム誌『ファミコン通信』のクロスレビューでは、9・9・9・6の合計33点（満40点）でゴールド殿堂入りを獲得している[15][9]。レビュアーの意見としては、「マップがけっこう複雑で、ヘタをするとマッピングが必要」、「スクウェアのゲームには独特の雰囲気のようなものがあって、（中略）この『聖剣』にかぎっていえば、そのクセみたいなものがきれいさっぱり消えている」、「イベントの盛り上げかたが本当に上手で感心しました」、「かなり『FF』臭いから、アンチ『FF』にはちょっと（厳しい）」などと評されている[15]。

- ゲーム誌『ファミリーコンピュータMagazine』の読者投票による「ゲーム通信簿」での評価は以下の通りとなっており、25.4点（満30点）となっている[11]。また、1998年に刊行されたゲーム誌『超絶 大技林 '98年春版』（徳間書店）では、「武器は攻撃だけでなく、道を切り開くことにも利用できるのが特徴だ」と紹介されている[11]。

| 項目 | キャラクタ | 音楽 | お買得度 | 操作性 | 熱中度 | オリジナリティ | 総合 |
| 得点 | 4.4        | 4.2  | 4.1      | 4.2    | 4.4    | 4.1            | 25.4 |

## 新約 聖剣伝説
『新約 聖剣伝説』（しんやく せいけんでんせつ）は、2003年8月29日にスクウェア・エニックスより発売されたゲームボーイアドバンス用ソフト。欧米では任天堂より発売され、タイトルは 『Sword of Mana』となっている。

### 概要（新約 聖剣伝説）
日本のスクウェア・エニックスからとしては初となるゲームボーイアドバンス専用ソフト（それ以前は合併前のスクウェア発売の『ファイナルファンタジータクティクスアドバンス』、およびエニックス発売の『ドラゴンクエストモンスターズ キャラバンハート』）。
ゲームボーイ版の『聖剣伝説 〜ファイナルファンタジー外伝〜』を原作としてストーリーやキャラクターを作っているためリメイク版という位置付けになるが、ストーリーを始めとする様々な部分に変更が加えられているなどゲームボーイ版とは大幅に異なる点が多く、プロデューサーの石井浩一は「聖剣を大事に思ってくれたユーザーさんのために出すんですから、いまの自分たちで作れる精一杯のものを提示しないと失礼」と語っている。
「FF外伝」を銘打っていた旧作とは異なり、作中の用語なども後期の聖剣シリーズのものに合わせられ、FFシリーズとの関連性はほとんど無くなった。本作のタイトルである「新約」を『旧約聖書』と『新約聖書』の関係になぞらえ、旧作が「旧約 聖剣伝説」と呼ばれることもある。

### ゲーム内容（新約 聖剣伝説）

#### 設定の変更点
ゲームボーイ版の設定に加えて、ストーリー設定の追加とキャラクターの生い立ちなどに変更が加わっている。
主人公はヒーローとヒロインを選択する方式となっており、選択した主人公によって仲間となるキャラなどが異なる。ヒーローは原作同様に奴隷剣士となるが、グランス公国の大臣の息子という設定に変更されている。また、ヒロインが単純なNPCでなくなっていて、原作とはかけ離れた行動派として描かれている。しかし、性格が大幅に変わっているもののラストは原作通りのままとなっている。
他にも、ゲームボーイ版でストーリー上死亡するキャラが生存していることや追加で与えられている設定も数多くある。

#### システムの変更点
インターフェース面では、『聖剣伝説2』以降のシステムであるリングコマンドを採用した。
戦闘システムでは必殺技ゲージをヒット数でカウントするタイプに変更した。また、シリーズでお馴染みとなっている精霊を登場させ、特定の魔法を作らず、武器ごとに異なる動きをするように変更した。また、ゲームボーイ版では自動で行動していたNPCを操ることができるようになっており、パーティ人数は主人公として選んだキャラを含めて最大二人までとなっている。
ステータスには武器・魔法（精霊）の種類に応じた熟練度レベルを追加。武器レベルの上昇は必殺技ゲージのたまりやすさに直結するようになった。魔法（精霊）レベルの上昇は、魔法攻撃の威力上昇などに直結するようになった。また、レベルアップの時には、5つの職業タイプおよびランダム上昇タイプから選択することになるように変更となった。選択によって、ステータスの上がり方が変わってくるのは同じであるが、タイプの選択の回数によって得ることができる称号を追加したりしている（称号の中には『3』に登場したクラス名も多く含まれている）。
新たな要素として、『聖剣伝説 LEGEND OF MANA』からあった武器・防具を作成したり強化したりする工房、種を植えて果実を作る果樹園を追加。また、サボテン君のぼやきを聞くことができるサボテンハウスを追加。工房と果樹園はサボテンハウス内にある。
同社開発の『マジカルバケーション』から引き継がれたシステムとして、ゲームボーイアドバンス専用通信ケーブルを使用することで、他のカートリッジと通信（アミーゴシステム）を行うことができる。これにより、七賢者を用いた召喚魔法などができるようになった。

### 音楽（新約 聖剣伝説）
ゲームボーイ版と同じく、BGMは伊藤賢治が担当。ソニー・ミュージックエンタテインメントより2003年8月27日、『プレミアム・サウンドトラック』とタイトルされた3枚組のサウンドトラックが発売されている。Disc1にはゲームオリジナル音源・全40曲を、Disc2にはオリジナルBGMをピアノアレンジしたバージョンを、ボーナスCDとなるDisc3にもアレンジ・バージョンを収録。

### スタッフ（新約 聖剣伝説）
- プロデューサー：石井浩一
- ゲーム・デザイン：石井浩一、大印健生
- 原作：石井浩一
- モンスター・デザイン：石井浩一
- プロダクション・プロデューサー、キャラクター・デザイン、シナリオ・アレンジ：亀岡慎一
- ディレクター：大印健生
- アート・ディレクター：津田こうじ
- シナリオ：生田美和
- メイン・プログラマー：穴沢友樹
- 音楽：伊藤賢治
- メニュー・プログラム：平石有孝
- エフェクト・プログラム：いとうはじめ
- イベント企画：北上弘
- ボス・モンスター・バトル企画：山口靖浩
- マップ企画：たなかくにみつ
- エフェクト・グラフィック：高橋誠
- キャラクター・グラフィック：ハチマンユウジ、かわべこずえ
- ボス・モンスター・グラフィック：うえのくにのり
- モンスター・グラフィク：佐藤博司、石塚好、佐々木倫子
- サウンド、サウンド・プログラム、サウンド・データ/SE：増子司（M's Factory）

### 評価（新約 聖剣伝説）
ゲーム誌『ファミコン通信』のクロスレビューでは、合計30点（満40点）でシルバー殿堂入りを獲得している。